# Sara Blakely
Sara Treleaven Blakely  (sinh ngày 27 tháng 2 năm 1971) là một nữ doanh nhân tỷ phú người Mỹ, đồng thời là người sáng lập Spanx, một công ty đồ nội y của Mỹ với quần và xà cạp, được thành lập tại Atlanta, Georgia. Năm 2012, Blakely đã có tên trong Time 100 của "tạp chí Time" - danh sách hàng năm gồm 100 người có ảnh hưởng nhất trên thế giới. Tính đến năm 2014, cô được Forbes liệt kê là người phụ nữ quyền lực thứ 93 trên thế giới.

## Cuộc sống đầu đời
Blakely sinh ngày 27 tháng 2 năm 1971, tại Clearwater, Florida. Cô là con gái của Ellen (nhũ danh Ford), một nghệ sĩ và luật sư xét xử, John Blakely. Cô có một anh trai, nghệ sĩ Ford Blakely. Cô học tại trường trung học Clearwater và tốt nghiệp Đại học bang Florida với bằng truyền thông, nơi cô là thành viên của hội phụ nữ Delta Delta Delta 

## Nghề nghiệp
Mặc dù ban đầu cô dự định trở thành một luật sư, cô đã xem xét lại sau khi đạt kết quả rất thấp trong bài kiểm tra nhập học trường Luật; thay vào đó, cô chấp nhận một công việc tại Walt Disney World ở Orlando, Florida, nơi cô làm việc được ba tháng. Cô cũng thỉnh thoảng làm việc như một diễn viên hài độc thoại trong giai đoạn này.
Sau thời gian ngắn làm việc tại Disney, Blakely đã nhận công việc với công ty cung cấp văn phòng Danka, nơi cô bán máy fax tận nhà. Cô khá thành công trong việc bán hàng và được thăng chức thành huấn luyện viên bán hàng toàn quốc ở tuổi 25. Bị buộc phải mặc quần lót trong khí hậu Floridian nóng bỏng cho vai trò bán hàng của mình, Blakely không thích sự xuất hiện của bàn chân có đường may trong khi đi giày hở mũi, nhưng thích cách người mẫu kiểm soát loại bỏ những đường nét hầm hố và khiến cơ thể cô trông săn chắc hơn. Để tham dự một bữa tiệc riêng tư, cô đã thử nghiệm bằng cách cắt chân quần lót của mình trong khi mặc chúng dưới một chiếc quần mới và thấy rằng chiếc quần lót liên tục cuộn lên chân cô, nhưng cô cũng đạt được kết quả mong muốn  (chiếc quần ban đầu hiện được lưu giữ tại trụ sở của Spanx).
Ở tuổi 27, Blakely chuyển đến Atlanta, Georgia và khi còn làm việc tại Danka, đã dành hai năm tiếp theo và tiết kiệm 5.000 đô la để nghiên cứu và phát triển ý tưởng hàng dệt kim của mình.
Blakely sau đó lái xe đến Bắc Carolina, địa điểm của hầu hết các nhà máy sản xuất hàng dệt kim của Mỹ, để trình bày ý tưởng của cô. Cô đã bị từ chối bởi mọi đại diện; các công ty này đã được sử dụng để giao dịch với các công ty được thành lập, và không thấy giá trị của ý tưởng của cô. Hai tuần sau khi trở về nhà sau chuyến đi Bắc Carolina, Blakely nhận được cuộc gọi từ một nhà điều hành nhà máy nam ở Asheboro, Bắc Carolina, người đề nghị hỗ trợ khái niệm của Blakely, vì anh đã nhận được sự khích lệ mạnh mẽ từ ba cô con gái của mình. Blakely giải thích thêm vào năm 2011 rằng kinh nghiệm phát triển ý tưởng của cô cũng tiết lộ với cô rằng ngành sản xuất hàng dệt kim chỉ được giám sát bởi những người đàn ông không sử dụng sản phẩm họ đang sản xuất.
Việc tạo ra nguyên mẫu sản phẩm ban đầu đã được hoàn thành trong suốt một năm.
Blakely sau đó đã quay lại với một luật sư bằng sáng chế để hoàn tất đơn đăng ký của mình trước khi nộp cho Văn phòng Bằng sáng chế và Thương hiệu Hoa Kỳ (USPTO) và anh ấy đã đồng ý hỗ trợ cô ấy với số tiền 750 đô la Mỹ. Sau khi nộp đơn trực tuyến, sau đó cô làm bao bì cho sản phẩm của mình.
Blakely đã sử dụng thẻ tín dụng của mình để mua nhãn hiệu "Spanx" trên trang web USPTO với giá 150 đô la Mỹ.
Cô quản lý để sắp xếp một cuộc họp với đại diện của Tập đoàn Neiman Marcus, tại đó cô đổi thành sản phẩm trong phòng vệ sinh nữ với sự có mặt của người mua Neiman Marcus để chứng minh lợi ích của sự đổi mới của cô. Sản phẩm của Blakely đã được bán tại bảy cửa hàng Neiman Marcus nhờ kết quả cuộc gặp; Bloomingdales, Saks và Bergdorf Goodman sớm theo sau. Vào khoảng thời gian này, Blakely đã gửi một giỏ sản phẩm cho chương trình truyền hình của Oprah Winfrey, với một thẻ quà tặng giải thích những gì cô đang cố gắng phát triển.
Blakely ban đầu xử lý tất cả các vấn đề của doanh nghiệp, bao gồm tiếp thị, hậu cần và định vị sản phẩm, chọn lựa địa điểm của Spanx bên cạnh giày trong các cửa hàng bán lẻ, thay vì trong các bộ phận hàng dệt kim; tuy nhiên, bạn trai của cô vào thời điểm đó, một chuyên gia tư vấn chăm sóc sức khỏe, sau đó đã nghỉ việc và tham gia vào việc điều hành doanh nghiệp non trẻ. Blakely đã liên lạc với bạn bè và người quen, bao gồm cả những người trong quá khứ của cô và yêu cầu họ tìm kiếm các sản phẩm của cô tại các cửa hàng bách hóa chọn để đổi lấy một tấm séc mà cô sẽ gửi cho họ qua thư như một sự đánh giá cao.
Vào tháng 11 năm 2000, Winfrey đã gọi Spanx là "Thứ yêu thích", dẫn đến sự gia tăng đáng kể về mức độ nổi tiếng cũng như doanh số, cũng như sự từ chức của Blakely từ Danka. Spanx đạt 4 triệu đô la Mỹ doanh số trong năm đầu tiên và 10 triệu đô la Mỹ doanh số trong năm thứ hai. Năm 2001, Blakely đã ký hợp đồng với QVC, kênh mua sắm tại nhà, và bán được 8.000 đôi trong sáu phút đầu hoạt động.
Vào tháng 10 năm 2013, Blakely giải thích rằng tham vọng của cô là thiết kế giày cao gót thoải mái nhất thế giới trước khi nghỉ hưu. Tính đến năm 2014, cô được Forbes liệt kê là người phụ nữ quyền lực thứ 93 trên thế giới.

## Atlanta Hawks
Vào năm 2015, Blakely và chồng Jesse Itzler là thành viên của một nhóm do Tony Ressler dẫn đầu cùng với Grant Hill, Steven Price và Rick Schnall, đã mua thành công Atlanta Hawks với giá 850 triệu USD.

## Vô tuyến
Năm 2005, Blakely đạt được vị trí thứ hai với tư cách là thí sinh trong The Rebel Billionaire, một bộ phim truyền hình thực tế giới thiệu cô với Richard Branson, người sau này ủng hộ Blakely trong nỗ lực của cô với tư cách là một doanh nhân và nhà từ thiện. Sau đó, cô đóng vai trò là một trong những giám khảo của loạt phim truyền hình thực tế của ABC, American Inventor, cùng với George Foreman, Pat Croce và Peter Jones.
Cô là một nhà đầu tư khách mời trong một số tập trong phần 9 của Shark Tank.
Cô cũng xuất hiện trong vai trò khách mời, trong vài giây, trong Phần 3 Tập 12 (Elmsley Count) của 'Billions' như chính cô.

## Từ thiện
Năm 2006, Blakely ra mắt Quỹ Sara Blakely để giúp phụ nữ thông qua giáo dục và đào tạo doanh nhân, Blakely đã cân nhắc việc thành lập một tổ chức phi lợi nhuận trước khi thành lập Spanx. Richard Branson đóng vai trò là người cố vấn cho Blakely và, khi kết thúc The Rebel Billionaire, đã làm Blakely ngạc nhiên với tấm séc 750.000 đô la Mỹ để bắt đầu Quỹ.
Kể từ khi ra mắt, Quỹ Sara Blakely đã tài trợ học bổng cho phụ nữ trẻ tại Cơ sở Hiệp hội Phát triển Cá nhân và Cộng đồng tại Nam Phi  và Blakely xuất hiện trên The Oprah Winfrey Show năm 2006, tặng 1 triệu đô la Mỹ cho Học viện lãnh đạo Oprah Winfrey dành cho nữ. Năm 2013, Blakely trở thành nữ tỷ phú đầu tiên tham gia " Cam kết cho đi ", lời cam kết của Bill Gates và Warren Buffett, theo đó, những người giàu nhất thế giới quyên tặng ít nhất một nửa tài sản của mình cho từ thiện.

## Cuộc sống cá nhân
Năm 2008, Blakely kết hôn với Jesse Itzler, người đồng sáng lập Marquis Jet, tại Gasparilla Inn and Club ở Boca Grande, Florida, US  Đám cưới có sự tham gia của nam diễn viên Matt Damon và gây bất ngờ màn trình diễn của ca sĩ Olivia Newton-John. Blakely có bốn đứa con. Cô ấy là một người cải đạo sang Do Thái giáo.